# Borghild Tenden

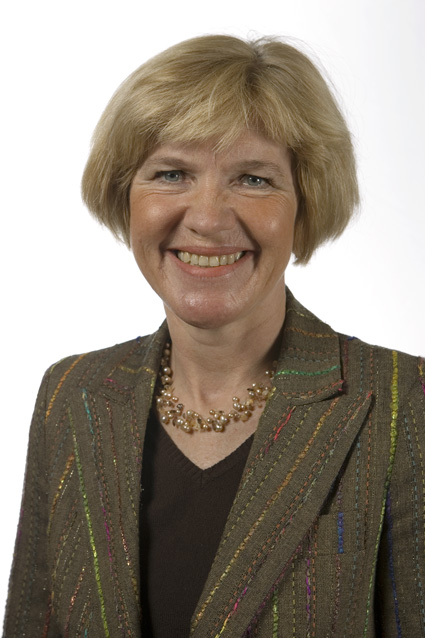
Borghild Tenden, 2005

Borghild Tenden (* 23. Juni 1951 in Stryn) ist eine norwegische Politikerin der sozialliberalen Venstre. Von 2005 bis 2013 war sie Abgeordnete im Storting.

## Leben
Tenden besuchte nach dem Abschluss der weiterführenden Schule im Jahr 1970 von 1971 bis 1973 die Norwegische Sporthochschule. Anschließend studierte sie an der Universität Oslo Pädagogik und Soziologie. In den Jahren 1978 bis 1993 arbeitete sie als Lehrerin in Bærum. Nebenbei studierte sie bis 1987 Rechtswissenschaften an der Universität in Oslo. In den Jahren 1993 bis 1996 war Tenden als Beraterin der Venstre-Fraktion im norwegischen Nationalparlament Storting tätig. Anschließend nahm sie eine Tätigkeit als Beraterin für die Parlamentsverwaltung auf. Zugleich studierte sie ab 1993 erneut Soziologie. Tenden war zudem in der Lokalpolitik aktiv. So war sie von 1994 bis 1996 stellvertretende Vorsitzende der Venstre im Fylke (Provinz) Akershus und sie stand von 1998 bis 2001 der Partei in der Kommune Bærum vor. In der von 2003 bis 2007 andauernden Legislaturperiode saß sie im Fylkesting von Akershus.
Tenden zog bei der Parlamentswahl 2005 erstmals ins Storting ein. Dort vertrat sie den Wahlkreis Akershus und wurde erste stellvertretende Vorsitzende des Transport- und Kommunikationsausschusses. Im Jahr 2007 zog sie in das Kommunalparlament von Bærum ein. Nach der Wahl 2009 wechselte sie in den Finanzausschuss. Während der beiden Legislaturperioden gehörte sie zudem dem Fraktionsvorstand der Venstre-Gruppierung an. Im Jahr 2011 wurde sie Mitglied des Vorstands der pro-europäischen Organisation Europabevegelsen.